# Суб'єкти зовнішньої політики

## Зовнішня політика
Зовнішня політика — це важливий компонент міжнародних відносин. У науковій літературі зовнішня політика, як правило, визначається — як діяльність держав на міжнародній арені. Проте, це визначення зовнішньої політики далеко не повною мірою відображають реалії сучасного світу. Оскільки, в сучасному світі політичною діяльністю на міжнародній арені займаються держави. Однак, ця діяльність на міжнародній арені не вичерпується тільки діяльністю самих держав. Разом з державами на міжнародній арені політичною діяльністю займаються соціальні рухи, партії, громадські організації. Всі вони, займаються обміном інформацією, готують і укладають двосторонні та багатосторонні договори й угоди, сприяють розвитку одних процесів і блокування інших і т. д. Отже, зовнішня політика — це діяльність суб'єктів політики на міжнародній арені.
Зовнішня політика «як і будь-яка інша, на думку американського вченого Г. Моргентау, це боротьба» за владу, оскільки, державні діячі та народи зрештою прагнуть свободи, безпеки, процвітання або власне сили. Вони визначають свої цілі у вигляді релігійних, соціальних або філософських економічних ідеалів. Але кожен раз, вони прагнуть до досягнення своїх цілей методами міжнародної політики, і роблять вони це, борючись за владу. Боротьба за владу універсальна в часі та просторі, і це незаперечний факт історичного досвіду".

## Суб'єктами зовнішньої політики є
Держави, нації, народи, соціальні, класи, соціальні верстви, групи та інші спільності людей, а також політичні партії, рухи та громадські організації. Головними суб'єктами міжнародних відносин є національні держави, які об'єднуються у регіональні та міжнародні організації (ООН, НАТО, МВФ, та ін.)
Типи таких організаційних структур мають різну мету, різні правила гри та різні межі компетенції. Вони поділяються на :
- всесвітні (ООН, МВФ) ;
- регіональні (Європейський Союз, Рада Європи);

За рівнем суспільного розвитку :
- високорозвинуті (наприклад, Канада, США та ін.);
- середньорозвинуті (наприклад, Латинської Америки та країни Східної Європи);
- слаборозвинуті, або бідні (наприклад, країни Африки та ін.);

Зовнішня політика ̶ явище багатогранне. Вона складається із сукупності цілого спектра різних зв'язків і взаємовідносин суб'єктів, суб'єктів та об'єктів політики ̶ економічних, культурних, науково-технічних, ідеологічних, дипломатичних, військових та інших.
Зовнішня політика формується під впливом багатьох факторів, таких як :
- час;
- конкретний стан обставин у світі, в певних регіонах;
- розстановка класових сил;
- ступінь інтеграції класових сил;
- економічний, науково-технічний потенціали суб'єктів політики;
- міра розвитку зв'язку між ними;
- ступінь інтеграції.

У зовнішній політиці важливу роль відіграє зовнішньополітична діяльність держав. Зовнішня політика держав спирається на демографічний, військовий, економічний, науково-технічний потенціали країн.

## Форми здійснення зовнішньої політики
- встановлення дипломатичних відносин;
- регулярного обміну інформацією з іншими партіями, державами, громадськими організаціями та рухами;
- підготовка та укладення двосторонніх і багатосторонніх договорів з іншими партіями, державами, громадськими організаціями;
- візити державних діячів різного рівня, політичних лідерів різного масштабу;
- відкриття представництв при всесвітніх і регіональних міжнародних організаціях;
- членство у всесвітніх і регіональних міжнародних організаціях;
- співробітництво з дружніми закордонними громадськими організаціями та рухами політичними партіями;
- блокування діяльності на міжнародній арені держав, громадських організацій, політичних партій, громадських організацій;
- підготовка до війни;
- забезпечення сприятливого зовнішньополітичних обставин для ведення війни частково;
- боротьба за запобігання війни[3].

## Висновки
Отже, в сучасних умовах в здійсненні зовнішньої політики важливу роль відіграють всесвітні, регіональні міжнародні організації та об'єднання, які мають спеціальні органи політичної діяльності на міжнародній арені. Такі організації та об'єднання створюють як держави, так і політичні партії, рухи.